# Schönbrunner Berg
Der Schönbrunner Berg ist ein 428,7 Meter hoher Berg in der Östlichen Oberlausitz im Freistaat Sachsen. Er liegt südlich des namensgebenden Ortes Schönbrunn in der Oberlausitz und bildet den botanisch interessanten westlichen Teil des Oberwaldes. An seinem Südhang entspringt der Höllenbach.

## Geschichte
Bis 1910 gehörte der Berg und der gesamte Oberwald zum Großhennersdorfer Forstrevier, wurde dann aber mit den Wäldern um Rennersdorf und Berthelsdorf zum Unitätsrevier vereinigt. Ab 1952 unterstand der Forst dem Staatlichen Forstwirtschaftsbetrieb Löbau. Der Berg wurde 1961 aufgrund seiner Artenvielfalt und einiger seltenen Arten unter Naturschutz gestellt.

## Flora und Fauna
Der Berg wird von einem artenreichen Laubmischwald bedeckt, die vorherrschende Art der Baumschicht ist die Rotbuche, daneben finden sich aber auch Bergahorn, Bergulme, Gemeine Esche, Spitzahorn und Gemeine Fichte. Auf den nährstoffreichen Böden gedeihen unter anderem Gewöhnliche Goldnessel, Waldmeister, Buschwindröschen, Gefleckter Aronstab, Einblütiges Perlgras und viele weitere submediterrane, subatlantische oder zentraleuropäische Arten.
Die Basaltkuppe des Berges weist überwiegend naturnahen und strukturreichen Waldmeister-Buchenwald mit zahlreichen Frühblühern wie Hohlen und Mittleren Lerchensporn, Bingelkraut und Waldmeister auf. Der Gipfel mit seiner Blockhalde ist von Eschen-Ahorn-Schatthangwald bedeckt, es wachsen hier typische Moose und Flechten. Des Weiteren kommen Eichen-Hainbuchenwälder sowie Vorwälder aus Pioniergehölzen (insbesondere Hängebirke) vor. Neben dem gibt es aber auch Fichten- und Lärchenaufforstungen am Berg.
Eine Besonderheit bildet der Bärlauch, der hier seinen einzigen Fundort in der gesamten Oberlausitz hat. Eine weitere Seltenheit ist der Violette Stendelwurz, der in Deutschland selten vorkommt.
Es sind Vorkommen von Schwarzspecht, Hohltaube und Waldlaubsänger belegt. 

## Schutzgebiete
Der Schönbrunner Berg ist Teil des Fauna-Flora-Habitatgebiets „Basalt- und Phonolithkuppen der östlichen Oberlausitz“ sowie des Naturschutzgebietes „Schönbrunner Berg“. Er ist auch seit 2015 mit 129 Hektar als Nationales Naturerbe geschützt.